# Sayyid
Ne doit pas être confondu avec la dynastie des Sayyîd ni avec Saïd
Sayyid (arabe : sayyid, سـيّد, pluriel sāda, سادة; parfois transcrit seyyed ou seid ou sidjan « seigneur / maître ») est un titre honorifique traditionnellement attribué aux personnes reconnues comme descendant du prophète de l'islam, Mahomet. Le mot signifie littéralement « seigneur », « prince » ou « maître », et il est également souvent donné à des musulmans de haut rang.

## Généalogie
Les Sayyid sont tous descendants de l'union de la fille du prophète de l'islam, Fatima Zahra avec son cousin et beau-fils Ali ibn Abi Talib. Ils sont eux-mêmes descendants des Quraych (qui descendraient d'Ismaël, fils du prophète Abraham).

## Jurisprudence
La jurisprudence islamique prévoit que ni les « gens de la maison » (ahl al-bayt) ni les descendants directs de Mahomet par l’un des douze imams (Sayyid) ne peuvent percevoir d’aumône (zakât). Ils peuvent toutefois percevoir l’aumône de fin du ramadan (Zakat al-Fitr) d’un autre sayyid. Dans l'Islam chiite, ils peuvent recevoir une part de l'impôt appelé khoms avec l’autorisation des juristes appelés marja-e taqlid[réf. nécessaire].

## Appellation selon les régions linguistiques
| Langue           | Transcription                                                   | Région d'utilisation                        |
| ---------------- | --------------------------------------------------------------- | ------------------------------------------- |
| Arabe            | Sayyid, Sayid, Seyed, Sidi                                      | Monde arabe                                 |
| Persan           | Sayyed, Sayed, Seyed, Seyyed (Seyyede ou Sadat pour les femmes) | Iran, Afghanistan, Azerbaïdjan et Turkestan |
| Turc             | Seyed, Seyit, Seyyid, Sayed, Sadat                              | Turquie, Azerbaïdjan et Turkestan           |
| Ourdou, pendjabi | Syed                                                            | Pakistan et Inde                            |
| Berbère          | Sid[Information douteuse], Sidi, Si                             | Maghreb                                     |
| Mandingue        | Sidi Beh, Sidibe                                                | Afrique de l'Ouest                          |
| Gujarati         | Syedna                                                          | Pakistan et Inde                            |
| Autres           | Saiyed, Siyyid                                                  |                                             |

Il y a deux types de sayyid : 
- Hassani, descendants de Hassan al-Mujtaba ibn Ali ibn Abi Talib ;
- Husayni, descendants de Husayn ibn Ali ibn Abi Talib.

Dans le monde arabe, généralement les Hassani sont appelés chérifs.

## Afghanistan
En Afghanistan, les Sayyids (Sâda ou Sadat) sont reconnus comme un groupe ethnique. Les Sayyids du Nord vivent généralement dans les régions de Balkh et Kunduz ; tandis qu'à l'est, on les rencontre dans la province de Nangarhar. Si la plupart des Sadat sont sunnites, on rencontre aussi des chiites dans la province de Bamiyan.
Le 13 mars 2019, s'adressant au rassemblement Sadat dans le palais présidentiel, le président Ashraf Ghani a déclaré qu'il publierait un décret sur l'inclusion du groupe ethnique Sadat dans la nouvelle carte d'identité nationale électronique (e-NIC), déclarant que cette mention serait désormais obligatoire,.

## Exemples de familles Sayyid
| Ancêtre                               | Titre arabe              | Surnom arabe             | Titre perse                    |
| ------------------------------------- | ------------------------ | ------------------------ | ------------------------------ |
| Ali ibn Abi Talib                     | Allawi                   | Allawi                   | Alavi                          |
| Hasan ben Ali                         | al-Hashimi or al-Hassani | al-Hashimi or al-Hassani | Hashemi, Hassani, or Tabatabai |
| Husayn ibn Ali                        | al-Hussaini              | al-Hussaini              | Hosseini                       |
| Ali ibn Husayn Zayn al Abidin         | al-Abidi                 | al-Abidi                 | Abedi                          |
| Zayd ibn Ali ach-Chahid               | az-Zaidi                 | al-Zaidi                 | Zaidi ou Zeidi                 |
| Muhammad al-Baqir                     | al-Baqiri                | al-Baqiri                | Baqeri                         |
| Jafar as-Sadiq                        | al-Ja'fari               | al-Ja'fari               | Jafari                         |
| Musa al-Kazim                         | al-Mousawi               | al-Mousawi               | Mousavi ou Kazemi              |
| Idris Al Awwal                        | al-Idrisi                | al-Idrisi                |                                |
| Ali ar-Rida                           | ar-Ridawi                | al-Ridawi ou al-Radawi   | Razavi, Rizavi, Rizvi          |
| Muhammad at-Taqi                      | at-Taqawi                | al-Taqawi                | Taqavi                         |
| Ali al-Hadi                           | an-Naqawi                | al-Naqawi                | Naqavi                         |
| Abu Fadl Muhammad Saif Allah al-Qatal | al-Qatali                | al-Qatali                | Qatali                         |